# Kingdom of Heaven
Kingdom of Heaven (bra: Cruzada; prt: Reino dos Céus) é um filme de 2005, dos gêneros drama, ação, guerra e ficção histórica, dirigido por Ridley Scott e que conta a retomada de Jerusalém pelos muçulmanos em 1187.
O filme não foi bem recebido pelos críticos e acabou não faturando muito nas bilheterias.

## Enredo
A ação se passa no final do século XII, época em que o sultão Saladino (de origem Curda) reconquista a cidade de Jerusalém (1187), que os cristãos da Primeira Cruzada (1090) haviam tornado capital de seu Reino Latino.
No filme, o personagem principal, Belião, é um ferreiro assombrado pelo suicídio recente da esposa e a decapitação do cadáver antes do sepultamento, que se torna Cavaleiro e Barão de Ibelin (um território grego na Terra Santa), graças à inesperada visita de seu pai, o nobre Godofredo de Ibelin. Após a morte do pai, ele viaja para Jerusalém e, no caminho, mata, em um duelo singular, um experiente guerreiro muçulmano. Em Jerusalém, Belião toma posse de seu feudo, torna-se amigo do rei-leproso, Balduíno IV, Conselheiro Real em Tibérias, Conde de Trípoli, e namora Sibila, irmã do rei de Jerusalém.
Na realidade Balião de Ibelin era um dos três filhos de Barisan de Ibelin (e não Godofredo) (de origem francesa ou normando-siciliana) que tinha sido e participava da Alta Corte do Reino Latino de Jerusalém. Não teve um caso com a princesa Sibila de Jerusalém, que era irmã do rei-leproso e mãe do herdeiro do trono, Balduíno V (ainda uma criança e solenemente omitido no filme). Segundo o historiador árabe, Ali ibne Alatir, Sibila apaixonou-se "por um recém-chegado do Ocidente, um certo Guido (de Lusinhão). Ela o esposou e, com a morte prematura de Balduíno V, colocou a coroa na cabeça do marido".
No filme, o Conde de Trípoli (Tibérias), que é o artífice da política de coexistência pacífica com o sultão Saladino, abandona Jerusalém quando Guido sobe ao trono e conduz os cristãos à desastrosa Batalha de Hatim. Mas ibne Alatir nos exibe outra imagem do conde: "ele era muito ambicioso e desejava ardentemente tornar-se rei". Durante algum tempo, o conde (cujo nome real era Raimundo III de Trípoli) foi regente do rei-menino, Balduíno V, mas perdeu prestígio com a ascensão de Guido, o que lhe gerou tanto rancor que escreveu a Saladino oferecendo-lhe sua amizade, em troca do trono de Jerusalém. O máximo que conseguiu foi ter sua fuga para Trípoli garantida pelo sultão.
O grande vilão do filme é Reinaldo de Châtillon, cavaleiro da Ordem dos Templários, responsável pelo ataque a uma caravana muçulmana, fato que levou ao rompimento da trégua construída por Balduíno IV e consequente investida de Saladino contra Jerusalém. Após a Batalha de Hatim, é aprisionado (juntamente com Guido) e morto pelo próprio sultão, sendo este um dos pontos em que os relatos historiográficos e o filme de Ridley Scott não conflituam. Mesmo assim, não é totalmente plausível pois Reinaldo não pertencia à referida ordem de cavalaria embora mantivesse uma boa relação com o seu grão-mestre Geraldo de Ridefort. Segundo o escritor Imadadim de Ispaã, conselheiro de Saladino, que assistiu à sua decapitação, "a cabeça de Reinaldo foi cortada e o seu corpo arrastado diante do rei Guido, que começou a tremer".
Balião foi realmente o responsável pela defesa de Jerusalém, como mostra o filme. O cerco da cidade durou de 20 a 29 de setembro de 1187 e terminou com um acordo entre Balião e Saladino. No filme, o cristão entrega Jerusalém em troca de salvo-conduto gratuito para todos os seus habitantes, sob ameaça de destruir os "lugares santos" da cidade.
O filme se encerra com Belião retornando à França, na companhia de Sibila.

## Elenco
- Orlando Bloom como Balião de Ibelin
- Eva Green como Sibila
- Liam Neeson como Godofredo de Ibelin
- Jeremy Irons como Tibérias (Raimundo III de Trípoli)
- David Thewlis como Cavaleiro Hospitalário
- Brendan Gleeson como Reinaldo de Châtillon
- Marton Csokas como Guido de Lusinhão
- Ghassan Massoud como Saladino
- Edward Norton como Balduíno IV
- Alexander Siddig como Nácer/Imadadim
- Jon Finch como patriarca de Jerusalém
- Iain Glen como Ricardo I de Inglaterra
- Velibor Topic como Amalrico

## Versão estendida
No Laemmle Fairfax Theatre em Los Angeles em 23 de Dezembro de 2005, foi lançada a versão estendida do filme com 194 minutos, conhecida como "corte do diretor", a qual recebeu críticas positivas, ao contrário das críticas mistas recebidas pelo corte lançado primeiro no cinema. O corte estendido foi lançado em DVD em 23 de Maio de 2006. O primeiro blu-ray lançado teve algumas cenas cortadas, possuindo 189 minutos, porém, em 2014 foi lançado o blu-ray "ultimate edition" com os 194 minutos originais.

## Recepção
O site agregador de resenha Rotten Tomatoes deu ao filme um índice de aprovação de 40% baseado em 189 críticas, com uma nota média de 5,60 (de 10). O consenso crítico do site diz: "Embora seja uma visão objetiva e bem apresentada das Cruzadas, Kingdom of Heaven carece de profundidade." Já o Metacritic dá ao filme uma nota 63 (de 100) baseado em 40 resenhas, indicando "avaliações geralmente favoráveis" de acordo com o sistema de média ponderada do site.
Desde o lançamento do filme, a recepção quanto a sua historicidade é bastante negativa. Acadêmicos ofereceram análises e críticas dentro do contexto de eventos internacionais contemporâneos e conflitos religiosos, incluindo: política internacional pós-Atentados de 11 de Setembro, neocolonialismo, orientalismo, a perspectiva ocidental do filme e o tratamento prejudicial das diferenças entre cristianismo e islamismo.